# Hervé Bernard Omnes
Pour les articles homonymes, voir Bernard.
Cet article possède un paronyme, voir Hervé Bernard.
Hervé Bernard Omnes est un comédien, voix-off, ainsi qu'auteur-adaptateur et metteur en scène, né le 9 novembre 1966 à Dinan, en Bretagne.

## Biographie
Parent de l'artiste plasticien Raymond Hains, il étudie au conservatoire d'art dramatique de Rennes et il fait ses débuts sur les ondes de radios libres.
Depuis 1984, il travaille beaucoup comme voix-off, pour la télévision et la radio. Habillage de TF1, TPS, Canal+, publicités et documentaires. Il a  aussi travaillé avec Brigitte Lahaie, comme chroniqueur, sur RMC info.
En 1996, il joue le personnage excentrique de José dans la série Élisa, un roman photo.
En 2004, il décide de créer sa société de production Itaï Doshin , pour mener à bien certaines aventures artistiques qui lui tenait à cœur.
Il a adapté et mis en scène Le Projet Laramie de Moisés Kaufman en 2006. La pièce est publiée à L'avant-scène.
Il compose des mises en scène autour de textes de Jean-Marie Gourio et Jean-Claude Grumberg Vive la France ; de Régis Jauffret Microfictions ; ...
En 2007, il a écrit 19:43 Hyperbole pour les rencontres à la Cartoucherie au Théâtre de la Tempête ; et Joyeux Noël Mademoiselle Garbo en collaboration avec Philippe Villiers .
En 2009, il met en scène Mères...veilleuses, de Sylvie Chastain au théâtre de l'épée de bois, à la cartoucherie. Ce spectacle sera repris au festival Un automne à tisser .

## Livres audio
- Jesse Kellerman, Les Visages (lu par Hervé Bernard Omnes), éd. Audiolib, Paris, 2010, 2 disques compacts (durée : 14 h 6),  (ISBN 9782356412393) , (BNF 42228261)).
- Haruki Murakami, Kafka sur le rivage (lu par Hervé Bernard Omnes), éd. Audiolib, Paris, 2012, 2 disques compacts (durée : 23 h 10),  (ISBN 9782356414892) , (BNF 42740746)).
- R.J. Ellory, Les Anges de New York (lu par Hervé Bernard Omnes), éd. Audiolib, Paris, 2012, 2 disques compacts (durée : 15 h 14),  (ISBN 9782356414687) , (BNF 42678341)).
- Marc Levy, Elle&lui (lu par Hervé Bernard Omnes), éd. Audiolib, Paris, 2015, 1 disque compact (durée : 7 h 0),  (ISBN 9782356419460)).